# Incheon United FC
L'Incheon United FC és un club de futbol sud-coreà de la ciutat d'Incheon.

## Història
El club va ser fundat a finals del 2003 amb la intenció de crear un club professional a Incheon per ocupar l'estadi que havia estat construït per a la Copa del Món de Futbol de l'any 2002. Debutà a la lliga coreana l'any 2004.

## Palmarès
Sense títols destacats.

## Futbolistes destacats
- Choi Tae-Uk
- Choi Hyo-Jin
- Kim Chi-Woo
- Lee Jung-Soo
- Lee Keun-Ho
- Alpay Özalan
- Jasmin Agić
- Masakiyo Maezono
- Baže Ilijoski
- Dragan Mladenović
- Radivoje Manic
- Sebastjan Cimirotič
- Dejan Damjanović
- Dženan Radončić
- Jade North

## Entrenadors
| Nom                        | Inici             | Fi                |
| -------------------------- | ----------------- | ----------------- |
| Werner Lorant              | Setembre 24, 2003 | Agost 31, 2004    |
| Chang Woe-Ryong (Temporal) | Agost 31, 2004    | Gener 3, 2005     |
| Chang Woe-Ryong            | Gener 3, 2005     | Gener 25, 2007    |
| Park I-Cheon (Temporal)    | Gener 25, 2007    | Desembre 20, 2007 |
| Chang Woe-Ryong            | Desembre 20, 2007 | Desembre 9, 2008  |
| Ilija Petković             | Gener 29, 2009    | Present           |